# Spermosporina aricola
Spermosporina aricola är en svampart som beskrevs av U. Braun 1993. Spermosporina aricola ingår i släktet Spermosporina och familjen Plectosphaerellaceae.   Inga underarter finns listade i Catalogue of Life.